# Pseudodissochaeta septentrionalis
Pseudodissochaeta septentrionalis är en tvåhjärtbladig växtart som först beskrevs av William Wright Smith, och fick sitt nu gällande namn av Madhavan Parameswarau Nayar. Pseudodissochaeta septentrionalis ingår i släktet Pseudodissochaeta och familjen Melastomataceae. Inga underarter finns listade i Catalogue of Life.